# 할인
할인은 상품이나 용역의 기본 가격을 깎아주는 것이다.
제조사의 표시가(제조사가 결정하고 패키지에 인쇄되는 경우가 있는), 소매가(소매업자가 설정하고 상품에 스티커로 부착하는 경우가 있는), 또는 정가(잠재적 구매자)를 수정하는, 유통 채널 어느 곳에서나 일어날 수 있다.
단기 판매 증가, 오래된 재고 이동, 귀중한 고객에 대한 보상, 유통 채널 구성원의 기능 수행 장려, 할인 발행자에게 이익이 되는 행동에 대한 보상 등 할인의 목적은 다양하다. 일부 할인 및 수당은 판매 촉진의 형태이다. 그 중 다수는 판매자가 소비자 잉여의 일부를 확보할 수 있도록 하는 가격 차별 방법이다.

## 같이 보기
- 바겐 세일
- 리베이트

## 추가 문헌
- Shell, Ellen Ruppel, Cheap: The High Cost of Discount Culture, New York : Penguin Press, 2009. ISBN 978-1-59420-215-5